# Арменіш
Арменіш (рум. Armeniș) — село у повіті Караш-Северін в Румунії. Адміністративний центр комуни Арменіш.
Село розташоване на відстані 310 км на захід від Бухареста, 34 км на схід від Решиці, 104 км на південний схід від Тімішоари.

## Населення
За даними перепису населення 2002 року у селі проживала 1391 особа. Рідною мовою 1388 осіб (99,8%) назвали румунську.
Національний склад населення села:
| Національність | Кількість осіб | Відсоток |
| -------------- | -------------- | -------- |
| румуни         | 1371           | 98,6%    |
| цигани         | 14             | 1,0%     |
| угорці         | 5              | 0,4%     |